# Heldenpark

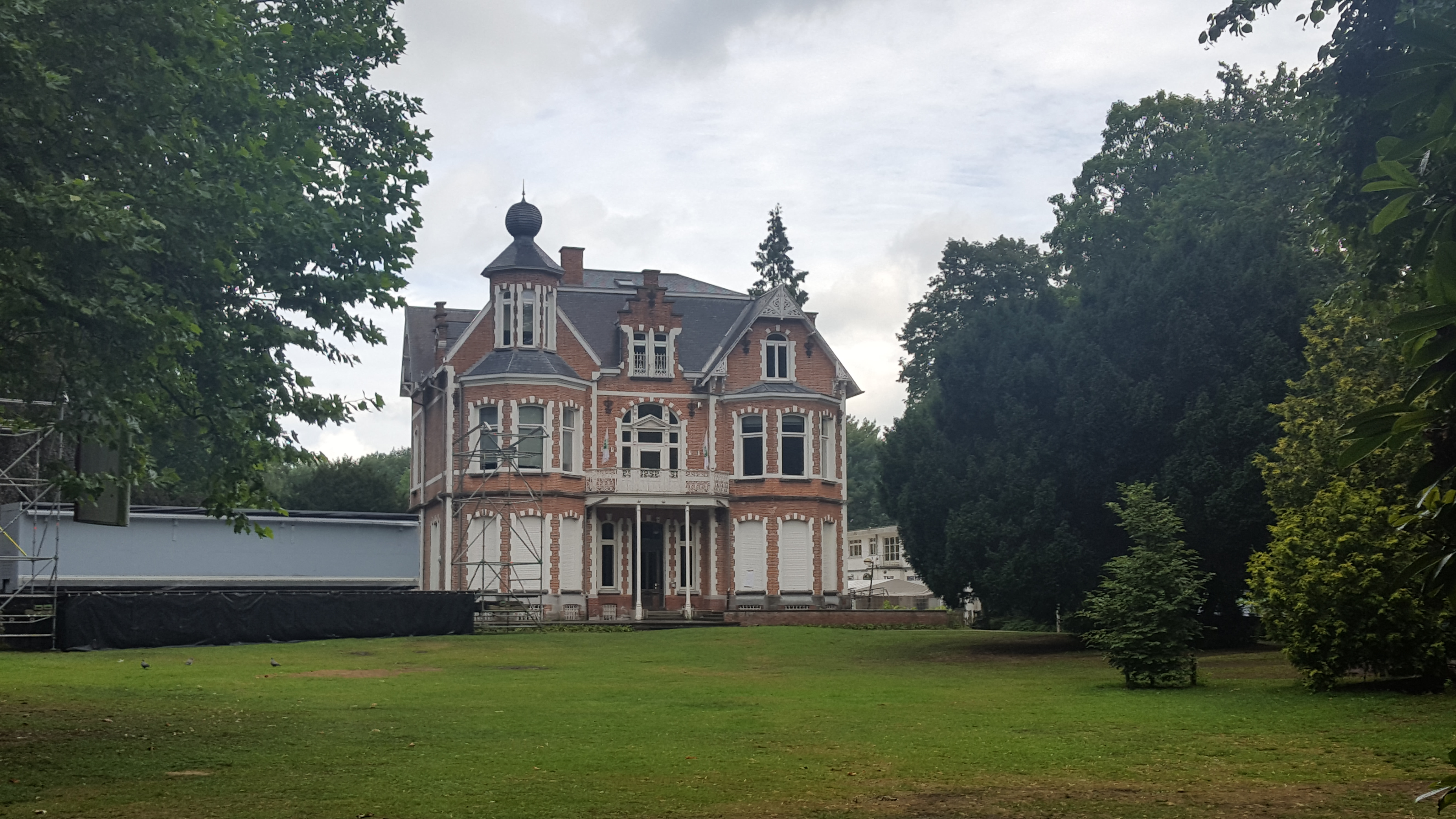
Landhuis Oaklands

Het Heldenpark is een park in de tot de Oost-Vlaamse stad Eeklo behorende wijk Oostveld, met een landhuis aan Oostveldstraat 91.
Het park wordt gebruikt in de zomer voor "Helden in het park".

## Geschiedenis
Het Heldenpark was voorheen een landgoed, waarvan het landhuis, landhuis Oakland genaamd, gebouwd werd in eclectische stijl voor de industrieel Hermann Enke-Pöting. In 1952 werd het domein opgekocht door de stad Eeklo en kreeg de naam Heldenpark. Het koetshuis werd een café. Het landhuis bevindt zich midden in het park.
Het park omvat onder meer een speeltuin en een wadi. Vanaf 2013 werd gewerkt aan de inrichting tot een park dat natuurlijker is dan het oorspronkelijke kasteelpark, en dat bovendien bijdraagt aan waterbeheer.
In 2021 werd een groot deel van het Heldenpark verder onthard en opnieuw aangelegd.